# APM 20 Lionceau
L'APM 20 Lionceau est un avion léger entièrement composite construit à Issoire dans le Puy-de-Dôme, dans les ateliers d'Issoire Aviation. Ce fut le premier avion au monde tout carbone certifié sous la norme VLA (Very Light Aircraft).
Dessiné par Philippe Moniot et certifié en 1999, cet avion biplace léger (380 kg à vide pour 655 kg de masse maximale au décollage) et économique (moteur Rotax 912A de 80 ch fonctionnant aussi bien à l'essence aviation 100LL qu'à l'essence auto SP95) a pour vocation première l'école, mais aussi le voyage, avec une vitesse de croisière rapide de 210 km/h.
Plusieurs aéro-clubs français ont choisi le Lionceau comme avion école,.
Une évolution de l'APM 20 Lionceau équipé d'une troisième place arrière centrale se dénomme « APM 30 Lion ». Cet avion, doté d'un moteur Rotax 912S de 100 ch, a été présenté en juin 2005 au Salon du Bourget.
Un quadriplace, l'APM 40 Simba, a également été inspiré de l'APM 20 et a été présenté au Salon du Bourget 2009.

## Spécifications
Données de Jane's All The World's Aircraft 2003–2004
Caractéristiques générales
- Équipage : 1
- Capacité : 1 passager
- Longueur : 6.6 m
- Envergure : 8.66 m
- Hauteur : 2.4 m
- Surface alaire : 9.5 m²
- Profil : NACA 63-418
- Masse à vide : 380 kg
- Masse maximale au décollage : 620 kg
- Moteur :   1 × Rotax 912 de 80 ch    chacun

 Performances 
- Vitesse à ne jamais dépasser : 250 km/h
- Vitesse de croisière : 230 km/h
- Vitesse de décrochage : 80 km/h
- Distance franchissable : 780 km
- Vitesse ascensionnelle : 3.4 m/s (670 ft/min)